# 需要予測
需要予測（じゅようよそく）は、物の需要を短期的または長期的に予測することである。
需要の変動は、傾向変動、循環変動、季節変動、不規則変動などに分解される。これらを組み合わせる方法として、加法モデルと乗法モデルが考えられている（詳細は季節調整を参照）。
需要予測には様々な手法があり、最も状況に適した手法を選択することが重要である。移動平均 (moving average) 法と指数平滑法 (exponential smoothing) は最も広く利用されている。
移動平均法の一種である対移動平均比率法は、傾向変動と季節変動（のような一定周期の変動）がある場合について、計算が簡単でありながらうまく予測することのできる手法である。